# Перрі (Юта)
Перрі (англ. Perry) — місто (англ. city) в США, в окрузі Бокс-Елдер штату Юта. Населення — 5555 осіб (2020).

## Географія
Перрі розташоване за координатами 41°27′54″ пн. ш. 112°2′25″ зх. д. / 41.46500° пн. ш. 112.04028° зх. д. (41.464863, -112.040331).  За даними Бюро перепису населення США в 2010 році місто мало площу 20,82 км², з яких 20,82 км² — суходіл та 0,01 км² — водойми.

## Демографія
Згідно з переписом 2010 року, у місті мешкало 4512 осіб у 1373 домогосподарствах у складі 1179 родин. Густота населення становила 217 осіб/км².  Було 1427 помешкань (69/км²).
Расовий склад населення:
| - 94,5 % — білих - 0,7 % — корінних американців - 0,7 % — азіатів - 0,3 % — вихідців з тихоокеанських островів - 0,1 % — чорних або афроамериканців - 1,8 % — осіб інших рас |

До двох чи більше рас належало 1,8 %. Частка іспаномовних становила 4,6 % від усіх жителів.
За віковим діапазоном населення розподілялося таким чином: 36,1 % — особи молодші 18 років, 52,7 % — особи у віці 18—64 років, 11,2 % — особи у віці 65 років та старші. Медіана віку мешканця становила 31,1 року. На 100 осіб жіночої статі у місті припадало 101,0 чоловіків;  на 100 жінок у віці від 18 років та старших — 99,4 чоловіків також старших 18 років.
Середній дохід на одне домашнє господарство  становив 83 483 долари США (медіана — 79 650), а середній дохід на одну сім'ю — 88 780 доларів (медіана — 90 000). За межею бідності перебувало 5,3 % осіб, у тому числі 7,7 % дітей у віці до 18 років та 2,6 % осіб у віці 65 років та старших.
Цивільне працевлаштоване населення становило 1935 осіб. Основні галузі зайнятості: виробництво — 31,3 %, освіта, охорона здоров'я та соціальна допомога — 23,2 %, роздрібна торгівля — 8,0 %, науковці, спеціалісти, менеджери — 7,3 %.